# Tommy Trash

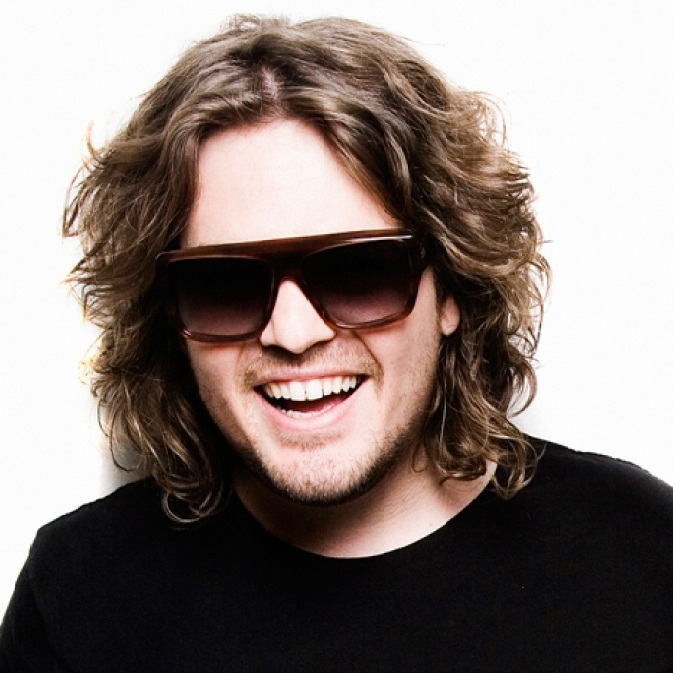
Tommy Trash (2011)

Tommy Trash (* 15. November 1987 in Bundaberg; eigentlich Thomas Olsen) ist ein australischer DJ und Musikproduzent in den Bereichen House, Electro und Progressive. Derzeit lebt er in Los Angeles.

## Biografie
Seine erste Produktion veröffentlichte Tommy Trash 2007 mit „It's a Swede Thing“ in Kollaboration mit Goodwill. Zwei Jahre später wurde sein Song „Need Me to Stay“ an den ARIA Awards 2009 in der Kategorie Best Dance Record nominiert. Größere Bekanntheit erlangte er jedoch mit seiner Produktion The End, die 2011 erschien. Seither war er besonders als Remix-Künstler sehr gefragt und produzierte unter anderem Remixe für die Swedish House Mafia, Deadmau5, Steve Aoki und Zedd. Sehr erfolgreich war auch „Reload“, eine Kollaboration mit Sebastian Ingrosso.
2012 platzierte sich Tommy Trash erstmals in der Wahl der Top 100 DJs von DJ Mag und kam auf Platz 62.
Bei den Grammy Awards 2013 erhielt Tommy eine Nomination für Bester Remix mit The Veldt von Deadmau5 feat. Chris James. 2013 wurde er auch als Resident-DJ für den Club Hakkasan in Las Vegas verpflichtet.

## Diskografie

### Singles
| - 2007: It’s a Swede Thing (mit Goodwill) - 2007: Fuck to the Bass (mit Tom Piper) - 2007: Slide - 2007: One More (mit Tom Piper) - 2008: Amsterdam EP - 2008: Lover Lover (feat. Patsy Galore) - 2008: Australia - 2008: Let Me Love You - 2009: Need Me To Stay (feat. Mr. Wilson) - 2009: My Eternity - 2009: Stars (mit DBN feat. Michael Feiner) - 2010: Stay Close / Beautiful - 2010: Stopwatch - 2010: Blackwater (mit Carl Kennedy feat. Rosie Henshaw) - 2010: The Bum Song (mit Tom Piper) - 2010: Bomjacker (mit DBN) - 2010: All My Friends (mit & Tom Piper feat. Mr. Wilson) - 2011: Big Fucking House (vs. Angger Dimas) - 2011: Nothing Left to Lose (mit NO_ID & Sebastien Lintz) - 2011: Come Undone (mit John Dahlbäck & Sam Obernik) - 2011: The End - 2011: Voodoo Groove (mit Sebastien Lintz) - 2011: Future Folk | - 2011: Mr President - 2011: Blair Bitch Project - 2011: Monkey See Monkey Do - 2011: Ohrwurm - 2012: Sex, Drugs, Rock N Roll - 2012: Cascade - 2012: In N’ Out (mit Moguai) - 2012: Reload (mit Sebastian Ingrosso) - 2012: Sunrise (Won’t Get Lost) (vs. The Aston Shuffle) - 2012: Truffle Pig - 2012: Tuna Melt (mit A-Trak) - 2013: Reload (mit Sebastian Ingrosso feat. John Martin) - 2013: Monkey In Love - 2013: Fuckwind - 2014: Little Death (mit Killah Graham) - 2014: Lord of the Trance - 2015: About U (mit Burns) - 2015: Hex (mit Wax Motif) - 2015: The End - 2015: Louder (mit Kill the Noise) - 2015: Wake The Giant (feat. JHart) - 2015: Louder (mit Kill the Noise feat. Rock City) |

### Remixe (Auswahl)
| - 2006: Sugiurumn – Star Baby - 2007: Green Velvet feat. Walter Phillips – Shake and Pop - 2007: Delta Goodrem – Believe Again - 2007: The Veronicas – Hook Me Up - 2007: Benjamin Bates – Two Flies - 2007: Tom Novy – Unexpected - 2007: Arno Cost & Arias – Magenta - 2007: Anton Neumark – Need You Tonight - 2007: Grafton Primary – Relativity - 2007: Armand Van Helden – I Want Your Soul - 2007: My Ninja Lover – 2 × 2 - 2007: Betty Vale – Jump on Board - 2008: The Camel Rider & Mark Alston Feat. Mark Shine – Addicted - 2008: Faithless – Insomnia 2008 - 2008: Karton – Never Too Late - 2008: Mason – The Ridge - 2008: Dabruck & Klein – Cars - 2008: Soul Central feat. Abigail Bailey – Time After Time - 2008: Meck feat. Dino – So Strong - 2008: Kaskade – Step One Two - 2009: Chili Hifly feat. Jonas – I Go Crazy - 2009: fRew & Chris Arnott feat. Rosie Henshaw – My Heart Stops - 2009: Orgasmic & Tekitek – The Sixpack Anthem - 2009: Neon Stereo – Feel This Real - 2009: Lady Sovereign – I Got You Dancing - 2010: Hiroki Esashika – Kazane - 2010: Dave Winnel – Festival City - 2010: Bass Kleph – Duro - 2010: Stafford Brothers feat. Seany B – Speaker Freakers - 2010: DBN – Chicago - 2010: Idriss Chebak – Warm & Oriental | - 2010: Anané – Plastic People - 2010: Pocket808 feat. Phil Jamieson – Monster (Babe) - 2010: Dimitri Vegas & Like Mike feat. Vangosh – Deeper Love - 2010: Jacob Plant feat. JLD – Basslines In - 2010: The Potbelleez – Shake It - 2011: fRew and Chris Arnott Feat. Rosie – This New Style - 2011: The Immigrant – Summer of Love (She Said) - 2011: Gypsy & The Cat – Jona Vark - 2011: Grant Smillie feat. Zoë Badwi – Carry Me Home - 2011: BKCA aka Bass Kleph & Chris Arnott – We Feel Love - 2011: Richard Dinsdale, Sam Obernik & Hook N Sling – Edge Of The Earth - 2011: John Dahlbäck feat. Erik Hassle – One Last Ride - 2011: EDX feat. Sarah McLeod – Falling Out of Love - 2011: Dirty South & Thomas Gold feat. Kate Elsworth – Alive - 2011: Moby – After - 2011: Zedd – Shave It - 2011: Steve Forte Rio feat. Lindsey Ray – Slumber - 2011: R3hab & Swanky Tunes feat. Max C – Sending My Love - 2011: Timbaland feat. Pitbull – Pass at Me - 2012: Swedish House Mafia & Knife Party – Antidote - 2012: Steve Aoki feat. Wynter Gordon – Ladi Dadi - 2012: Chris Lake – Build Up - 2012: Pnau – Unite Us - 2012: Nadia Ali – When It Rains - 2012: Nicky Romero – Toulouse - 2012: fRew feat. John Dubbs & Honorebel – Wicked Woman - 2012: Deadmau5 feat. Chris James – The Veldt - 2012: Cubic Zirconia – Darko - 2013: Sub Focus feat. Alex Clare – Endorphins - 2013: Destructo – Higher |

## Auszeichnungen und Nominierungen
- ARIA Awards 2009:
  - Nominiert für Beste Dance-Aufnahme mit Need Me to Stay

- Grammy Awards 2013:
  - Nominiert für Bester Remix mit The Veldt von Deadmau5 feat. Chris James